# Сушіння риби

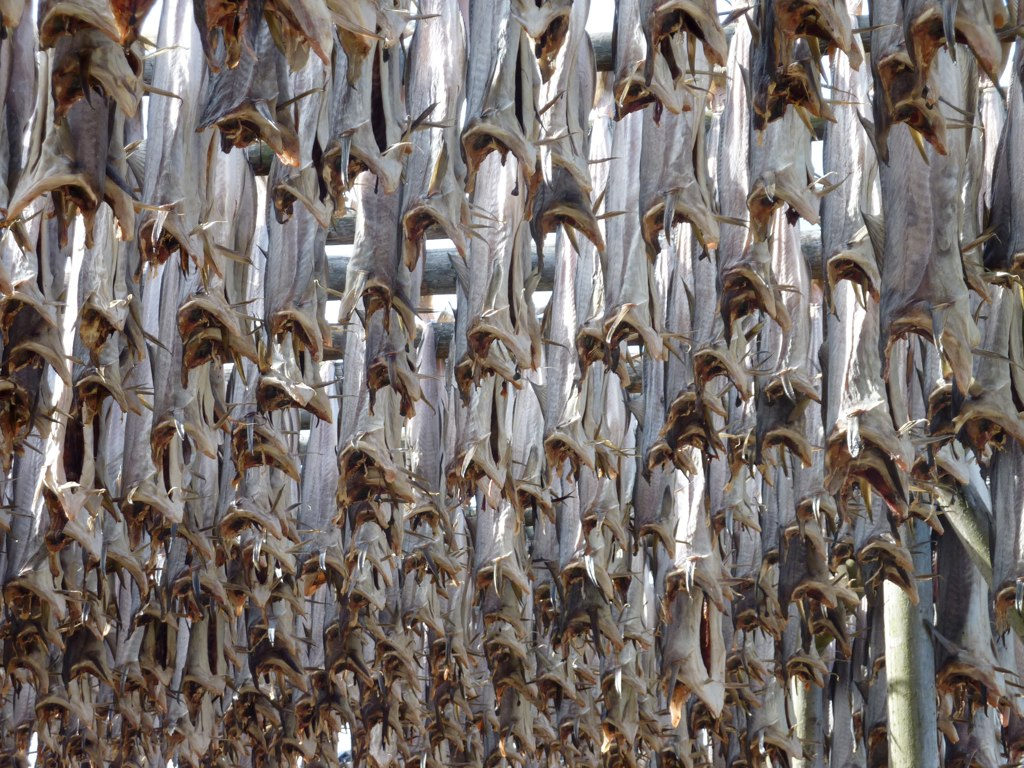
Стокфіск на вішаках

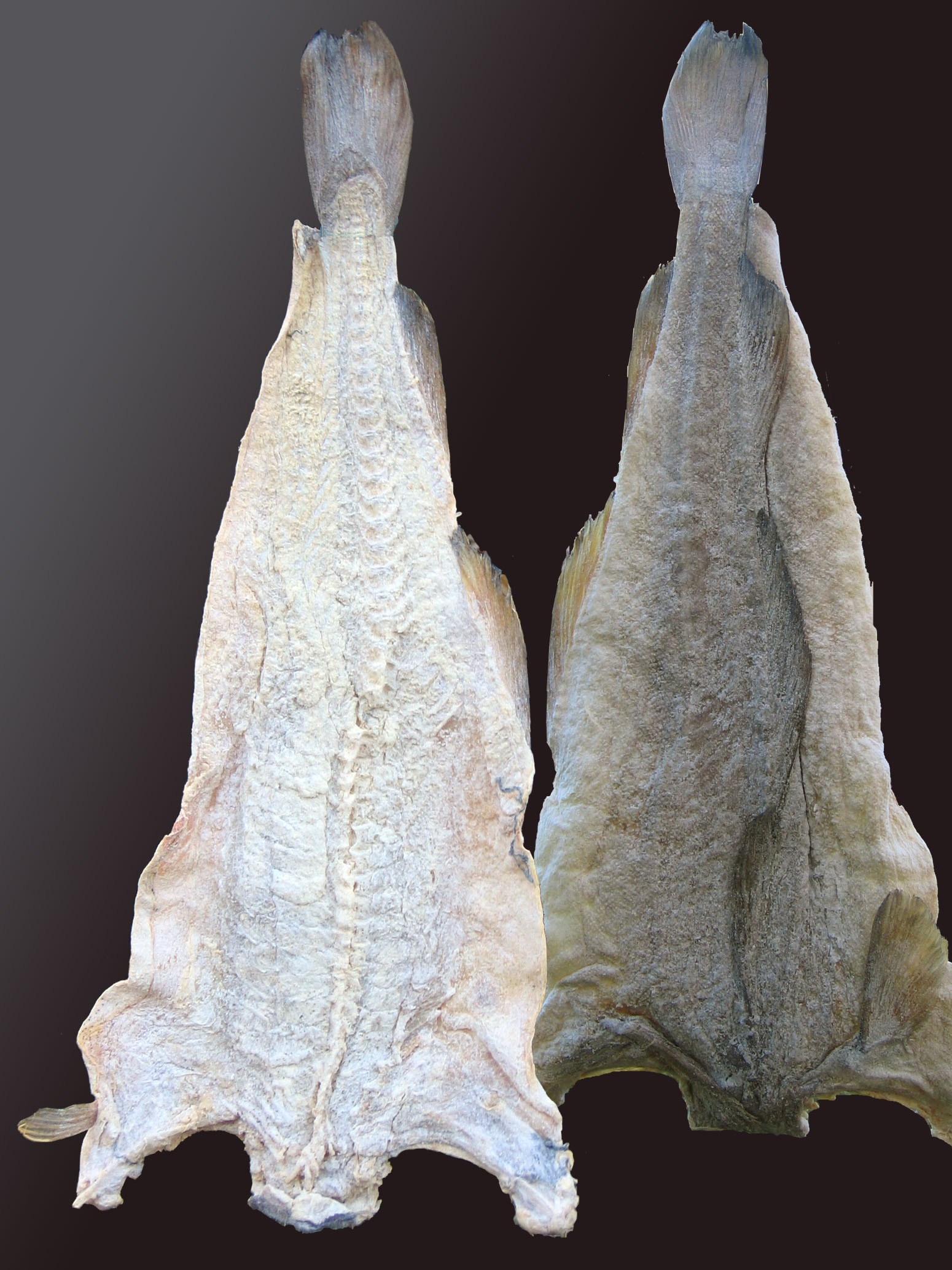
Солено-сушений кліпфіск

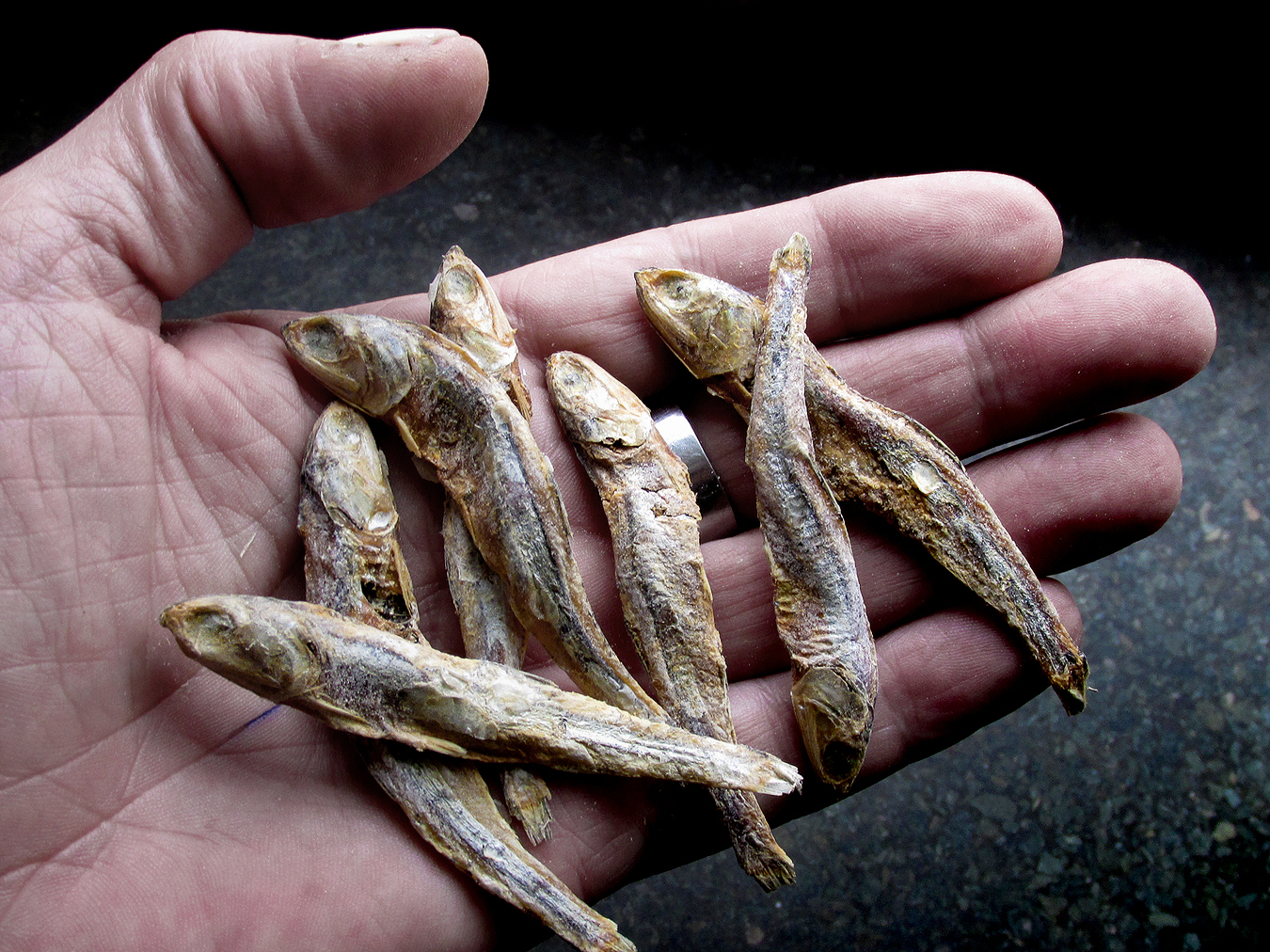
Сушений снеток

Сушіння риби — спосіб консервування риби, що дозволяє зберігати її тривалий час. Разом з в'яленням є одним з найдавніших способів переробки риби шляхом її зневоднення, що перешкоджає розвитку мікроорганізмів. Сушена та в'ялена риба містять невелику кількість води і володіють специфічними харчовими особливостями та смаком в залежності від попереднього способу обробки (підсолювання, проварювання, пропікання). Сушена риба проводиться з охолодженої, мороженої або солоної худої риби жирністю не більше 2%, так як жир при сушінні та зберіганні окислюється і гірчить. На відміну від в'ялення при сушінні в процесі зневоднення сировини не відбувається дозрівання риби. Сушена риба, отримана методом холодного сушіння, являє собою напівфабрикат, що вимагає додаткової кулінарної обробки перед вживанням в їжу. Гаряче сушіння дає готовий в харчовому відношенні продукт.
Швидкість процесу сушіння риби визначається рухом вологи всередині продукту. Сам процес сушіння складається з трьох фаз: пароутворення на поверхні матеріалу або в глибині його, перенесення пари, що утворилася в зовнішнє середовище через прикордонний шар та перенесення вологи всередині матеріалу до його поверхні. Швидкість сушіння залежить від швидкості фазового руху води в рибі, заснованого на явищі дифузії. Зовнішня дифузія забезпечує рух пари з поверхні риби в навколишню атмосферу, а внутрішня - рух води в пароподібному або рідкому стані всередині риби з внутрішніх шарів до поверхні. Обидва види дифузії повинні відбуватися одночасно. Якщо внутрішня дифузія відстає від зовнішньої, то риба підсихає з поверхні, утворюється корочка яка перешкоджає надходженню води з глибини до поверхні і процес сушіння сповільнюється.
На тривалість сушіння впливають температура, вміст вологи та швидкість руху повітря, а також хімічний склад риби та спосіб її оброблення. Недотримання температурного режиму викликає підварку риби або уповільнює сушіння, що веде до псування риби. Занадто велика швидкість руху повітря перешкоджає підтримці рівномірного температурного режиму, надто мала уповільнює сушіння і псує рибу. Оптимальна для сушіння риби відносна вологість повітря становить 50-70%. При сушінні велика риба втрачає вологи менше, ніж дрібна, тому тривалість зневоднення великої риби більша.

## Способи сушки
Основними способами сушіння риби є гаряче та холодне, які застосовують різні температурні умови. Крім того для сушіння риби застосовується ліофілізація, сублімація під вакуумом. Холодне сушіння риби проводиться за допомогою повітря, нагрітого до температури не вище 40 °C. Методом холодного сушіння отримують прісно-сушену рибу стокфіск і солоно-сушену кліпфіск, а також заготовляють солоно-сушену часткових рибу. Прісно-сушену рибу на сорти не ділять, солоно-сушена риба за якістю класифікується на 1-й і 2-й ґатунки. В Україні будь-яку сушену рибу називають таранькою. У північних регіонах Росії, де тривалий період в році тримається низька температура, прісно-сушений продукт з тріскових і частикових риб заготовлюються методом виморожування під критими вішаками.
Гарячому сушінню при температурі повітря вище 100 °C піддають дрібну рибу: верховодку, йоржа, пічкура, в'юна, окуня, корюшку, а також нежирну мойву. Дрібну рибу, висушену в руській печі, називають сущиком. При гарячому сушінні риби білки денатурують, частина жиру та волога відокремлюються у вигляді бульйону, відбувається руйнування вітамінів та інактивація ферментів. Рибу холодного та гарячого сушіння упаковують в дерев'яні або картонні ящики, при температурі 8-10 °C вона може зберігатися 8-10 місяців.
Зневоднення риби методом ліофілізації проводиться в замороженому стані. Лід в тканинах риби в результаті тепла, яке підводиться ззовні, переходить в пароподібний стан, минаючи рідкий. Щоб уникнути відтавання риби при нагріванні, сушіння проводиться в глибокому вакуумі в спеціальних вакуум-сублімаційних установках. Процес сублімації сушіння триває 10-20 годин. Готова продукція упаковується під вакуумом в герметичну тару, термін зберігання становить до 2 років. Одержуваний рибний продукт має високу якість: він зберігає колір, смак, запах та початкові поживні властивості, вітаміни та екстрактивні речовини, добре вбирає воду — до 95 % вологи, що містилася у рибі до сушіння.
До дефектів сушеної риби відносяться ропа — наліт солі на поверхні, вогкість, підвищення вологості. Шкідником риби є шашіль — личинка жука-шкіроїда.